# Мулугета Йеггази
Рас Мулугета Йеггази, (родился (?) — погиб 27 февраля 1936 года) — абиссинский князь, полководец. Командовал Махел Сефари (армией центра) в составе армии Абиссинской империи во время Второй итало-абиссинской войны.

## Ранние годы
В молодости сражался в битве при Адуа. Исполнял обязанности министра финансов в течение последнего года правления императора Менелика II, и далее при императрице Заудиту. Во время управления Бегемдером Мулугета также сопровождал раса Тафари (будущего императора Хайле Селассие I) в путешествии по Европе в 1924 году.

## Итало-абиссинская война (1935—1936)
Во время итальянского вторжения Мулугете Йеггази был присвоен титул фитаурари. Его назначили командующим вместо Бирру Вольде Габриеля. Рас Мулугета и его сын — Тадесса Мулугета были убиты во время отступления эфиопской армии после поражения в битве при Амба-Арадом 27 февраля 1936 года.